# Duha (spolek)
Duha (rozšířený název Duha, sdružení dětí a mládeže pro volný čas, přírodu a recesi, IČO 00409901) je spolek, jehož cílem je organizovat volnočasové aktivity dětí, mládeže, ale i ostatních věkových skupin, za pomoci zážitkové pedagogiky.
Duha má kolem 4 500 členů sdružených v přibližně stovce základních článků (tzv. dužin) po celé České republice. Zaměřuje se na turistiku a táboření, outdoorové sporty, deskové hry, amatérské umění, mezinárodní výměnné pobyty a řadu dalších činností. Duha je také úspěšná v projektech pro děti a mládež z dětských domovů, v programech pro neorganizované děti a mládež, rozvíjení dobrovolnické služby a ve zprostředkování workcampů pro mladé lidi. Duha má také významné postavení v řadě českých a mezinárodních organizacích, především v NFI a NFJI (Mezinárodní přátelé přírody) a České radě dětí a mládeže.

## Historie
Sdružení Duha vzniklo na konci roku 1989. Ve dnech 20. až 22. října se konal v rekreačním a vzdělávacím zařízení bývalého SSM celostátní odborný seminář „Mládež a výchova v přírodě“. Během diskuze řada účastníků konstatovala, že dělá podobné akce (zážitkovou pedagogiku) a navzájem o sobě neví. Konstatovali tedy, že by bylo potřeba nějak institucionalizovat vzájemnou výměnu informací a spolupráci. Byl tedy sestaven přípravný výbor, sepsán a schválen manifest. Dne 17. března 1990 potom byla Duha již jako oficiální organizace (se stanovami schválenými ministerstvem vnitra) ustavena ve Slovanském domě v Praze.